# Terrassa

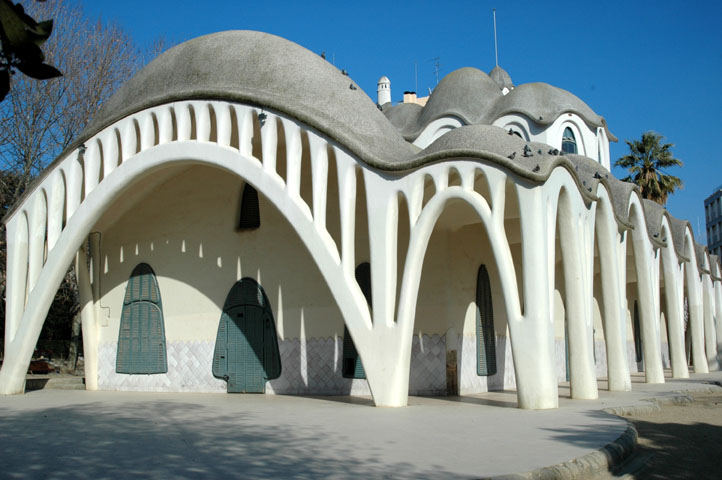
Masia Freixa.

Terrassa (katalanskt uttal: [təˈrasə], spanska: Tarrasa) är en stad och kommun i provinsen Barcelona i den autonoma regionen Katalonien i nordöstra Spanien. Staden ligger cirka 24,5 kilometer nordväst om Barcelona. Kommunen har 228 708 invånare (2024), på en yta av 70,12 km². I Terrassa finns bland annat textilindustri.

## Kända personer från Terrassa
- Dani Olmo, fotbollsspelare
- Marta Pessarrodona, poet
- Víctor Sánchez, fotbollsspelare
- Xavi, fotbollsspelare